# Tehuaxtitlán, Xochihuehuetlán
Tehuaxtitlán är en ort i Mexiko.   Den ligger i kommunen Xochihuehuetlán och delstaten Guerrero, i den sydöstra delen av landet, 190 km söder om huvudstaden Mexico City. Tehuaxtitlán ligger 1 202 meter över havet och antalet invånare är 178.
Terrängen runt Tehuaxtitlán är lite bergig. Runt Tehuaxtitlán är det ganska tätbefolkat, med 60 invånare per kvadratkilometer. Närmaste större samhälle är Huamuxtitlán, 6,4 km sydväst om Tehuaxtitlán. I omgivningarna runt Tehuaxtitlán växer huvudsakligen savannskog.